# Fer Corb
Fer Corb o Fearcorb (uomo che va in carrozza) (fl. V secolo a.C.), figlio di Mog Corb, fu un leggendario re supremo d'Irlanda del V secolo a.C..
Salì al trono dopo aver ucciso Irereo. Regnò per undici anni, fino a quando fu ucciso da Connla Cáem.

## Fonti
- Seathrún Céitinn, Foras Feasa ar Éirinn 1.30
- Annali dei Quattro Maestri M4726-4737